# Chuyên Ngoại
Chuyên Ngoại là một xã thuộc thị xã Duy Tiên, tỉnh Hà Nam, Việt Nam.

## Địa lý
Xã Chuyên Ngoại có diện tích 8,78 km², dân số năm 1999 là 8.653 người, mật độ dân số đạt 986 người/km².

## Hành chính
Xã Chuyên Ngoại có 7 thôn, xóm được chia thành 5 thôn và 2 xóm.